# Одмење
Одмење је село у Србији, у југозападном делу општине Краљево, 6 km удаљено од Ушћа на Ибру. Лежи на падинама планине Чемерно, на око 900 m надморске висине и већ неколико година нема становника (последње су напуштене куће Алексића и Радовановића). Некада је у селу било много житеља (породице Стојановића, Вуковића, Пешића, Антонијевића, Петровића итд), али се већина становника иселила 60-их и 70-их година 20. века, формиравши у долини Ибра засеоке Пустопоље и Јагњило. У селу је остало десетак кућа које полако пропадају. Људи су се углавном бавили сточарством и мањим делом пољопривредом. Околина је богата мешовитим буково-четинарским шумама, те планинским изворима; некада је било и пуно дивљачи (вук, лисица, срндаћ, дивља свиња), али је данас тај број знатно опао.
Једна легенда каже да се село некада давно звало Дрлупа, а да је назив Одмење добило у време Немањића. Наиме, када је Стефан Немања долазио да лови на место где је касније подигао манастир Студеницу, он је сваке ноћи тражио да му у шаторе доведу по једну девојку из околних села. Када је на ред дошла девојка из Дрлупе, њу је пресрела Немањина жена Ана и запретила јој да не иде, да ће те ноћи Немањи ићи она сама. Велики жупан је уобичајено увече у шатор примио своју жену, мислећи да је девојка из Дрлупе. Да би показао колико је те ноћи био задовољан, Немања је Ани (и даље не знајући да је то она) поклонио прстен. Сутрадан му се ова показала, али је он остао у неверици да је ноћ провео са сопственом женом. Међутим, када му је ова показала прстен, поверовао је. Легенда даље каже да се те ноћи зачео Свети Сава. Наводно је село, по томе што је Ана „одменила“ девојку из Дрлупе код Немање, касније добило име Одмење.
Друга легенда понавља исту причу, само је смешта у време Османлија, а Стефана Немању замењује неким пашом.
Одмење је свакако старо насеље, о томе сведоче и надгробни споменици на сеоском гробљу и остаци такозване грчке цркве у самом селу. Но, старост села се поуздано не може утврдити.
Последњих година, село се прочуло по лековитој води, која се однедавно, под називом „Одмењска“ и флашира. Извори ове воде налазе се недалеко од села, у месту званом Мочила, на око 700 m надморске висине. Мештани су некада ту умакали конопљу (отуда и назив) коју су касније користили за ткање, а воду су почели да користе као лековиту, када је наводно један Одмењац свога болесног коња оставио ту у Мочилима, а овај му се сам касније у шталу вратио потпуно здрав. Легенда каже да је извор освештао Свети Сава. Вода је богата минералима, а иначе се користи за болести гастро-васкуларног система (чир на желуцу, горушица...), система за излучивање (ешерихија коли и уопште бактерије у мокраћи), за површинске ране итд.
Поток Желебић дели Одмење од планине Рајковаче, а остали околни топоними јесу Лаз, Купусиште, Кумино Гумно, Козји као, Превоја, Водовође, Корита, Лазине и други.
Одмење је село које одавно умире. Мештани се надају да ће у будућности неко препознати све благодати које овај крај нуди и покушати да у Одмење врати живот. Недавно обнављање старог сеоског бунара је корак у том правцу.